# Trey Parker

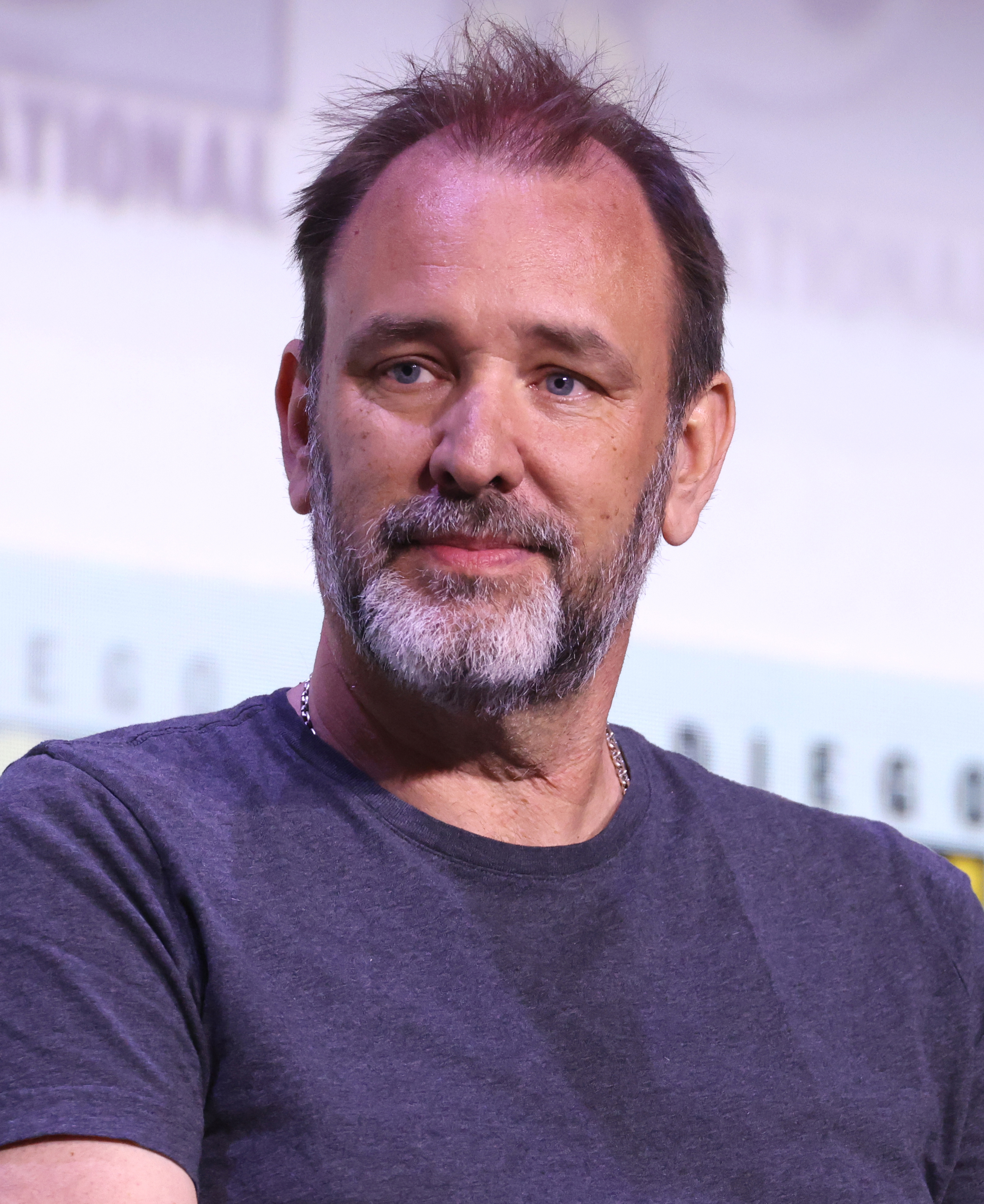
Trey Parker (2025)

Randolph Severn „Trey“ Parker III. (* 19. Oktober 1969 in Conifer, Colorado) ist ein US-amerikanischer Schauspieler, Drehbuchautor, Produzent, Synchronsprecher, Regisseur und Komponist. Er ist bekannt als Schöpfer der Fernsehserie South Park, die er zusammen mit seinem Freund Matt Stone produziert.

## Leben
Randolph Severn Parker III ist das jüngere zweier Kinder von Randy und Sharon Parker. Seine ältere Schwester heißt Shelly. Auf ihnen basieren die South-Park-Charaktere der Familie Marsh. Parker wuchs im Jefferson County in Colorado auf; er besuchte die West Jefferson Junior High School in Conifer und die Evergreen High School in Evergreen, wo er von seinen Klassenkameraden eher als Klassenclown angesehen war. 1988 erreichte er seinen Abschluss an der Evergreen High School.

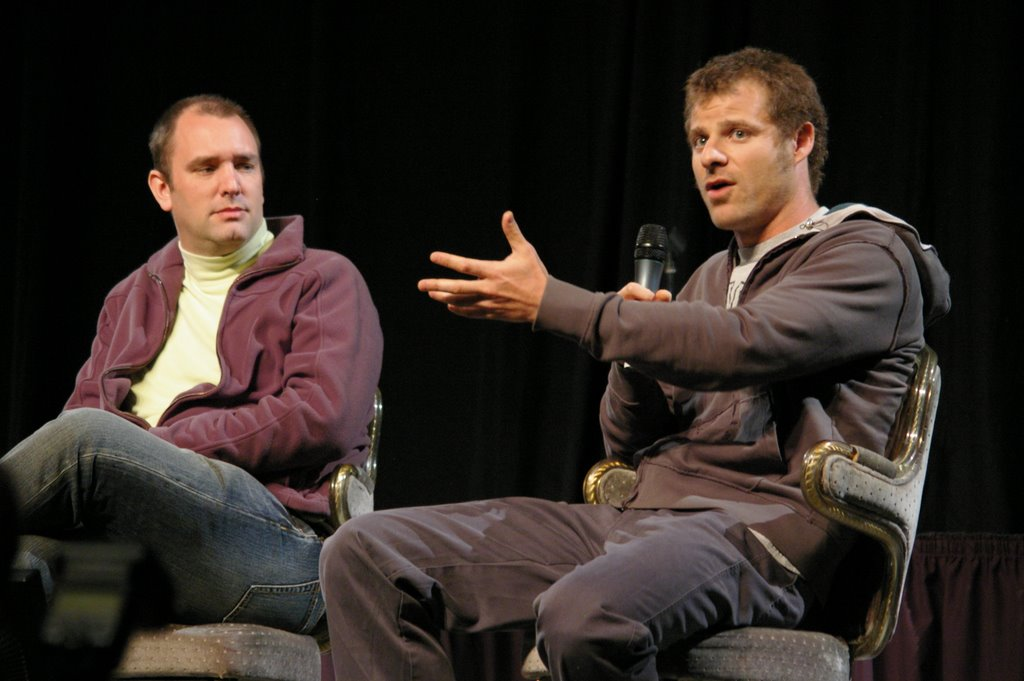
Parker (links) mit Matt Stone, 2007

Im Anschluss begann er ein Musikstudium am Berklee College of Music in Boston. Um Film zu studieren, wechselte er jedoch nach einem Jahr zur University of Colorado in Boulder, wo er Matt Stone kennenlernte. Gemeinsam entwickelten sie diverse Animations- und Kurzfilme, unter anderem The Spirit of Christmas – Jesus vs. Frosty.
Parker erreichte nicht den Universitätsabschluss, weil sie zu viel Zeit mit ihrer ersten großen Produktion Cannibal! The Musical verbrachten, Stone hingegen schloss sein Mathematikstudium erfolgreich ab.
Durch diesen Film wurde Brian Graden vom Fernsehsender FOX auf sie aufmerksam, der 1995 eine Video-Weihnachtsgrußkarte in Auftrag gab, woraufhin Trey und Matt das Kurzfilmprojekt The Spirit of Christmas – Jesus vs. Santa produzierten. Dieser enthielt bereits Stan Marsh, Kyle Broflovski, Eric Cartman und Kenny McCormick, die Hauptcharaktere aus South Park.
Einer der Empfänger von The Spirit of Christmas – Jesus vs. Santa fertigte davon einige hundert Kopien an, und der Animationsfilm wurde in Hollywood und im Internet massiv herumgereicht.
Parker und Stone wurden dann von Comedy Central angestellt, um eine Show, die auf den animierten Charakteren aus The Spirit of Christmas: Jesus vs. Santa basiert, zu gestalten. Das Ergebnis war South Park.
Obwohl es bei ersten Tests vor Zuschauern keinen großen Anklang fand, entschloss sich Comedy Central, zunächst sechs Episoden produzieren zu lassen. South Park machte sein Debüt am 13. August 1997 und wurde zur bis dahin meistgesehenen Serie auf dem Sender.
Im Sommer 1999 wurde South Park: Der Film – größer, länger, ungeschnitten von Parker und Stone herausgebracht. Für den Song Blame Canada erhielt er zusammen mit Marc Shaiman eine Oscar-Nominierung.
Zusammen mit Stone spielte Parker auch in verschiedenen Spielfilmen und produzierte u. a. die Serie Hier kommt Bush! Ihr letztes Filmprojekt war der komplett mit Marionetten realisierte Film Team America: World Police, der im Oktober 2004 in den USA und am 30. Dezember 2004 in den deutschen Kinos startete.
Parker lebt in Bel Air. 2006 heiratete er Emma Sugiyama, von der er 2008 geschieden wurde.
Parker schrieb mit Stone ein satirisches Broadway-Musical namens The Book of Mormon, welches in den USA im November 2017 mit einer Goldenen Schallplatte ausgezeichnet wurde. Die Premiere fand am 24. März 2011 statt. Das Musical wurde mit 9 Tony Awards und einem Grammy ausgezeichnet und erhielt von den Kritikern exzellente Kritiken.
Parker heiratete 2014 Boogie Tillmon, die einen Sohn mit in die Ehe brachte. 2013 wurde ihre gemeinsame Tochter geboren. 2019 wurde Parker von Tillmon geschieden.
Parker ist Mitglied der Libertarian Party.

## DVDA
Im Jahr 1996 gründete Trey Parker zusammen mit Matt Stone die Band DVDA, welche bisher keine Tonträger veröffentlichte. Von ihr stammen jedoch viele Songs der Serie South Park und anderen Filmen und Produktionen der beiden Bandgründer. Mitglieder sind neben Trey Parker (Leadgesang, Klavier) Matt Stone (Gesang, E-Bass, Perkussion), Bruce Howell (Gitarre), D. A. Young (Keyboard) und Nels Dielman (Schlagzeug).
Der Ausdruck DVDA stammt aus deren Komödie Orgazmo – die einen gewissen Kultstatus erreichte – und bedeutet Double Vaginal Double Anal (deutsch: Doppelt vaginal, doppelt anal). In dem Film ist DVDA eine Sexstellung, bei welcher zwei Männer in den Anus und zwei weitere in die Vagina derselben Frau gleichzeitig mit ihren Penissen eindringen. Die Stellung wird im Film nicht gezeigt.
Die Band nahm unter anderem Songs für die Filme South Park: Der Film – größer, länger, ungeschnitten, Orgazmo, Die Sportskanonen, Hier kommt Bush!, Team America: World Police und Cannibal! The Musical auf.

## Filmografie
- 1992: American History (Autor)
- 1993: Cannibal! The Musical (Darsteller, Autor, Produzent, Regisseur)
- 1995: Your Studio And You (Autor)
- 1995: Time Warped (Fernsehserie; Autor, Produzent)
- 1996: The Spirit of Christmas (Autor, Produzent, Regisseur)
- seit 1997: South Park (Fernsehserie; Sprecher Originalversion, Autor, Produzent)
- 1997: Orgazmo (Darsteller, Autor, Produzent, Regisseur)
- 1998: Die Sportskanonen (BASEketball, Darsteller/Musik DVDA)
- 1999: South Park: Der Film – größer, länger, ungeschnitten (South Park: Bigger, Longer & Uncut, Sprecher Originalversion, Autor, Regisseur)
- 2000: Revenge of the Roadkill Rabbit (Sprecher)
- 2001: Hier kommt Bush! (That’s My Bush!, Fernsehserie; Autor, Produzent, Darsteller)
- 2003: Kenny vs. Spenny (Fernsehserie, Autor)
- 2004: Team America: World Police (Autor, Sprecher Originalversion, Produzent, Regisseur)
- 2011: 6 Days to Air: The Making of South Park (Dokumentation über South Park)
- 2017: Ich – Einfach unverbesserlich 3 (Despicable Me 3, Sprecher)
- 2018: The Shivering Truth (Sprecher)

## Videospiele
- 2014: South Park: Der Stab der Wahrheit (Autor, Sprecher)
- 2017: South Park: Die rektakuläre Zerreißprobe (Autor, Sprecher, Entwickler)
- 2024: South Park: Snow Day! (Autor, Sprecher)

## Auszeichnungen (Auswahl)
Oscar
- 2000 nominiert: Bester Song für Blame Canada aus South Park: Der Film
- 1993 ausgezeichnet: Studentenoscar für American History (Silber-Medaille)

Emmy
- 2013 ausgezeichnet: Outstanding Animated Program für South Park („Eine hohle Bar“)
- 2009 ausgezeichnet: Outstanding Animated Program für South Park („Margaritaville“)
- 2008 ausgezeichnet: Outstanding Animated Program für South Park („Fantasieland“)
- 2007 ausgezeichnet: Outstanding Animated Program für South Park („Make Love, Not WarCraft“)
- 2005 ausgezeichnet: Outstanding Animated Program für South Park („ABF’s – Allerbeste Freunde“)

Grammy
- 2012 ausgezeichnet: Bestes Musical-Theater-Album für The Book of Mormon

Tony Award
- 2011 ausgezeichnet: Bestes Musical für The Book of Mormon
- 2011 ausgezeichnet: Bestes Musicallibretto für The Book of Mormon
- 2011 ausgezeichnet: Beste Originalmusik für The Book of Mormon
- 2011 ausgezeichnet: Beste Musicalregie für The Book of Mormon